# Hans Kugelmann
Hans Kugelmann, född cirka 1495, död 1542, tysk trumpetare, hovkapellmästare verksam i Königsberg. Han finns bland annat representerad i Den svenska psalmboken 1986 med en tonsättning som används till flera verk (nr 9 är samma som nr 60, 110, 326 och 580). Kompositionen trycktes första gången 1540 i Kugelmans körverk med titeln "Concentus novi trium vocum accomodati", i Augsburg. Melodin har också använts i tidigare psalmböcker.

## Psalmer
- Min själ skall lova Herran (1695 nr 86, 1986 nr 9) kompositionen utgiven 1540, dvs två år innan han dog. Finns på Wikisource.
  - En Fader oss förenar (1921 nr 531, 1986 nr 60) Finns på Wikisource.
  - Gud gav i skaparorden (1921 nr 614, 1986 nr 580)
  - Han kommer i sin kyrka (1921 nr 512, 1986 nr 110)
  - Kring rymden breddes fasa (endast 1819 nr 372)
  - Naturen åter träder (1819 nr 393, 1937 nr 473)
  - O Herre, du som säger (1921 nr 632, 1937 nr 486)
  - Sin suck naturen skickar (endast 1819 nr 397)
  - Upp, psaltare och harpa (1819 nr 1, 1986 nr 326) Finns på Wikisource.